# Statistiche e record di Lionel Messi
In questa pagina sono riportate le statistiche e i record realizzati da Lionel Messi durante la sua  carriera calcistica.

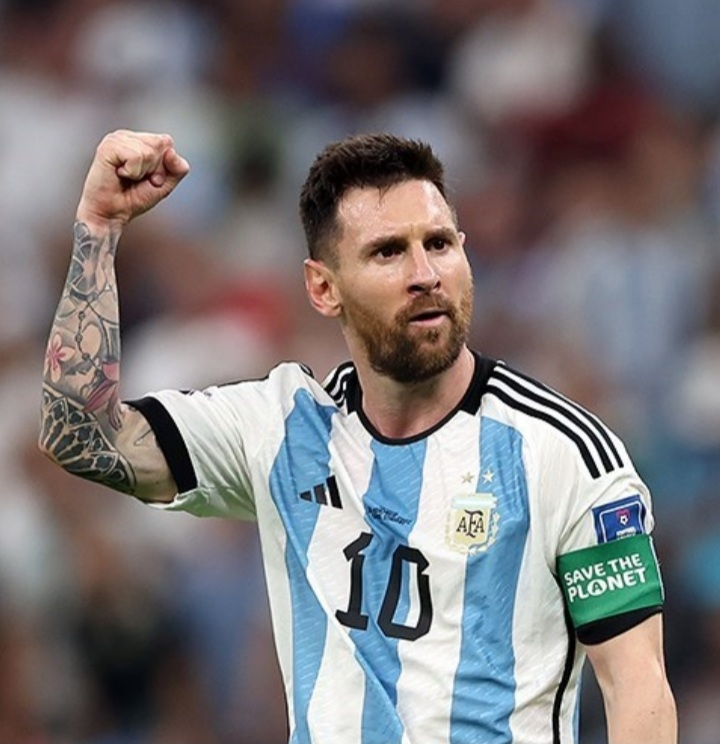
Lionel Messi nel 2022

Tra club, nazionale maggiore, nazionale olimpica e nazionali giovanili, Messi ha giocato globalmente 1172 partite, mettendo a segno 902 reti, per una media di 0.77 gol a partita.

## Presenze e reti nei club
Statistiche aggiornate al 17 agosto 2025. 
| Stagione                   | Squadra                    | Campionato                 | Campionato | Campionato | Coppe nazionali | Coppe nazionali | Coppe nazionali | Coppe continentali | Coppe continentali | Coppe continentali | Altre coppe | Altre coppe | Altre coppe | Totale | Totale |
| Stagione                   | Squadra                    | Comp                       | Pres       | Reti       | Comp            | Pres            | Reti            | Comp               | Pres               | Reti               | Comp        | Pres        | Reti        | Pres   | Reti   |
| -------------------------- | -------------------------- | -------------------------- | ---------- | ---------- | --------------- | --------------- | --------------- | ------------------ | ------------------ | ------------------ | ----------- | ----------- | ----------- | ------ | ------ |
| 2003-2004                  | Barcellona C               | TD                         | 10         | 5          | -               | -               | -               | -                  | -                  | -                  | -           | -           | -           | 10     | 5      |
| 2003-2004                  | Barcellona B               | SDB                        | 5          | 0          | -               | -               | -               | -                  | -                  | -                  | -           | -           | -           | 5      | 0      |
| 2004-2005                  | Barcellona B               | SDB                        | 17         | 6          | -               | -               | -               | -                  | -                  | -                  | -           | -           | -           | 17     | 6      |
| Totale Barcellona B        | Totale Barcellona B        | Totale Barcellona B        | 22         | 6          |                 | -               | -               |                    | -                  | -                  |             | -           | -           | 22     | 6      |
| 2004-2005                  | Barcellona                 | PD                         | 7          | 1          | CR              | 1               | 0               | UCL                | 1                  | 0                  | -           | -           | -           | 9      | 1      |
| 2005-2006                  | Barcellona                 | PD                         | 17         | 6          | CR              | 2               | 1               | UCL                | 6                  | 1                  | SS          | -           | -           | 25     | 8      |
| 2006-2007                  | Barcellona                 | PD                         | 26         | 14         | CR              | 2               | 2               | UCL                | 5                  | 1                  | SS+SU+Cmc   | 2+1+0       | 0           | 36     | 17     |
| 2007-2008                  | Barcellona                 | PD                         | 28         | 10         | CR              | 3               | 0               | UCL                | 9                  | 6                  | -           | -           | -           | 40     | 16     |
| 2008-2009                  | Barcellona                 | PD                         | 31         | 23         | CR              | 8               | 6               | UCL                | 12                 | 9                  | -           | -           | -           | 51     | 38     |
| 2009-2010                  | Barcellona                 | PD                         | 35         | 34         | CR              | 3               | 1               | UCL                | 11                 | 8                  | SS+SU+Cmc   | 1+1+2       | 2+0+2       | 53     | 47     |
| 2010-2011                  | Barcellona                 | PD                         | 33         | 31         | CR              | 7               | 7               | UCL                | 13                 | 12                 | SS          | 2           | 3           | 55     | 53     |
| 2011-2012                  | Barcellona                 | PD                         | 37         | 50         | CR              | 7               | 3               | UCL                | 11                 | 14                 | SS+SU+Cmc   | 2+1+2       | 3+1+2       | 60     | 73     |
| 2012-2013                  | Barcellona                 | PD                         | 32         | 46         | CR              | 5               | 4               | UCL                | 11                 | 8                  | SS          | 2           | 2           | 50     | 60     |
| 2013-2014                  | Barcellona                 | PD                         | 31         | 28         | CR              | 6               | 5               | UCL                | 7                  | 8                  | SS          | 2           | 0           | 46     | 41     |
| 2014-2015                  | Barcellona                 | PD                         | 38         | 43         | CR              | 6               | 5               | UCL                | 13                 | 10                 | -           | -           | -           | 57     | 58     |
| 2015-2016                  | Barcellona                 | PD                         | 33         | 26         | CR              | 5               | 5               | UCL                | 7                  | 6                  | SS+SU+Cmc   | 2+1+1       | 1+2+1       | 49     | 41     |
| 2016-2017                  | Barcellona                 | PD                         | 34         | 37         | CR              | 7               | 5               | UCL                | 9                  | 11                 | SS          | 2           | 1           | 52     | 54     |
| 2017-2018                  | Barcellona                 | PD                         | 36         | 34         | CR              | 6               | 4               | UCL                | 10                 | 6                  | SS          | 2           | 1           | 54     | 45     |
| 2018-2019                  | Barcellona                 | PD                         | 34         | 36         | CR              | 5               | 3               | UCL                | 10                 | 12                 | SS          | 1           | 0           | 50     | 51     |
| 2019-2020                  | Barcellona                 | PD                         | 33         | 25         | CR              | 2               | 2               | UCL                | 8                  | 3                  | SS          | 1           | 1           | 44     | 31     |
| 2020-2021                  | Barcellona                 | PD                         | 35         | 30         | CR              | 5               | 3               | UCL                | 6                  | 5                  | SS          | 1           | 0           | 47     | 38     |
| Totale Barcellona          | Totale Barcellona          | Totale Barcellona          | 520        | 474        |                 | 80              | 56              |                    | 149                | 120                |             | 29          | 22          | 778    | 672    |
| 2021-2022                  | Paris Saint-Germain        | L1                         | 26         | 6          | CF              | 1               | 0               | UCL                | 7                  | 5                  | SF          | -           | -           | 34     | 11     |
| 2022-2023                  | Paris Saint-Germain        | L1                         | 32         | 16         | CF              | 1               | 0               | UCL                | 7                  | 4                  | SF          | 1           | 1           | 41     | 21     |
| Totale Paris Saint-Germain | Totale Paris Saint-Germain | Totale Paris Saint-Germain | 58         | 22         |                 | 2               | 0               |                    | 14                 | 9                  |             | 1           | 1           | 75     | 32     |
| lug.-dic. 2023             | Inter Miami                | MLS                        | 6          | 1          | USOC            | 1               | 0               | -                  | -                  | -                  | LC          | 7           | 10          | 14     | 11     |
| 2024                       | Inter Miami                | MLS                        | 19+3       | 20+1       | -               | -               | -               | CCC                | 3                  | 2                  | -           | -           | -           | 25     | 23     |
| 2025                       | Inter Miami                | MLS                        | 19         | 19         | -               | -               | -               | CCC                | 7                  | 5                  | CmC+LC      | 4+2         | 1+0         | 32     | 25     |
| Totale Inter Miami         | Totale Inter Miami         | Totale Inter Miami         | 44+3       | 40+1       |                 | 1               | 0               |                    | 10                 | 7                  |             | 13          | 11          | 71     | 59     |
| Totale carriera            | Totale carriera            | Totale carriera            | 657        | 548        |                 | 83              | 56              |                    | 173                | 136                |             | 38          | 34          | 956    | 774    |

## Cronologia presenze e reti in nazionale
| Cronologia completa delle presenze e delle reti in nazionale ― Argentina | Cronologia completa delle presenze e delle reti in nazionale ― Argentina | Cronologia completa delle presenze e delle reti in nazionale ― Argentina | Cronologia completa delle presenze e delle reti in nazionale ― Argentina | Cronologia completa delle presenze e delle reti in nazionale ― Argentina | Cronologia completa delle presenze e delle reti in nazionale ― Argentina | Cronologia completa delle presenze e delle reti in nazionale ― Argentina | Cronologia completa delle presenze e delle reti in nazionale ― Argentina |
| Data                                                                     | Città                                                                    | In casa                                                                  | Risultato                                                                | Ospiti                                                                   | Competizione                                                             | Reti                                                                     | Note                                                                     |
| ------------------------------------------------------------------------ | ------------------------------------------------------------------------ | ------------------------------------------------------------------------ | ------------------------------------------------------------------------ | ------------------------------------------------------------------------ | ------------------------------------------------------------------------ | ------------------------------------------------------------------------ | ------------------------------------------------------------------------ |
| 17-8-2005                                                                | Budapest                                                                 | Ungheria                                                                 | 1 – 2                                                                    | Argentina                                                                | Amichevole                                                               | -                                                                        | 64’ 65’                                                                  |
| 3-9-2005                                                                 | Asunción                                                                 | Paraguay                                                                 | 1 – 0                                                                    | Argentina                                                                | Qual. Mondiali 2006                                                      | -                                                                        | 80’                                                                      |
| 10-10-2005                                                               | Buenos Aires                                                             | Argentina                                                                | 2 – 0                                                                    | Perù                                                                     | Qual. Mondiali 2006                                                      | -                                                                        |                                                                          |
| 13-10-2005                                                               | Montevideo                                                               | Uruguay                                                                  | 1 – 0                                                                    | Argentina                                                                | Qual. Mondiali 2006                                                      | -                                                                        | 80’                                                                      |
| 16-11-2005                                                               | Doha                                                                     | Qatar                                                                    | 0 – 3                                                                    | Argentina                                                                | Amichevole                                                               | -                                                                        | 81’                                                                      |
| 1-3-2006                                                                 | Basilea                                                                  | Croazia                                                                  | 3 – 2                                                                    | Argentina                                                                | Amichevole                                                               | 1                                                                        |                                                                          |
| 30-5-2006                                                                | Salerno                                                                  | Argentina                                                                | 2 – 0                                                                    | Angola                                                                   | Amichevole                                                               | -                                                                        | 63’                                                                      |
| 16-6-2006                                                                | Gelsenkirchen                                                            | Argentina                                                                | 6 – 0                                                                    | Serbia e Montenegro                                                      | Mondiali 2006 - 1º turno                                                 | 1                                                                        | 75’                                                                      |
| 21-6-2006                                                                | Francoforte sul Meno                                                     | Paesi Bassi                                                              | 0 – 0                                                                    | Argentina                                                                | Mondiali 2006 - 1º turno                                                 | -                                                                        | 69’                                                                      |
| 24-6-2006                                                                | Lipsia                                                                   | Argentina                                                                | 2 – 1 dts                                                                | Messico                                                                  | Mondiali 2006 - Ottavi di finale                                         | -                                                                        | 84’                                                                      |
| 3-9-2006                                                                 | Londra                                                                   | Argentina                                                                | 0 – 3                                                                    | Brasile                                                                  | Amichevole                                                               | -                                                                        |                                                                          |
| 11-10-2006                                                               | Murcia                                                                   | Spagna                                                                   | 2 – 1                                                                    | Argentina                                                                | Amichevole                                                               | -                                                                        | 61’                                                                      |
| 2-6-2007                                                                 | Basilea                                                                  | Svizzera                                                                 | 1 – 1                                                                    | Argentina                                                                | Amichevole                                                               | -                                                                        | 89’                                                                      |
| 5-6-2007                                                                 | Barcellona                                                               | Algeria                                                                  | 3 – 4                                                                    | Argentina                                                                | Amichevole                                                               | 2                                                                        |                                                                          |
| 28-6-2007                                                                | Maracaibo                                                                | Argentina                                                                | 4 – 1                                                                    | Stati Uniti                                                              | Coppa America 2007 - 1º turno                                            | -                                                                        | 80’                                                                      |
| 2-7-2007                                                                 | Maracaibo                                                                | Argentina                                                                | 4 – 2                                                                    | Colombia                                                                 | Coppa America 2007 - 1º turno                                            | -                                                                        | 84’                                                                      |
| 5-7-2007                                                                 | Barquisimeto                                                             | Argentina                                                                | 1 – 0                                                                    | Paraguay                                                                 | Coppa America 2007 - 1º turno                                            | -                                                                        | 67’                                                                      |
| 8-7-2007                                                                 | Barquisimeto                                                             | Argentina                                                                | 4 – 0                                                                    | Perù                                                                     | Coppa America 2007 - Quarti di finale                                    | 1                                                                        |                                                                          |
| 11-7-2007                                                                | Puerto Ordaz                                                             | Messico                                                                  | 0 – 3                                                                    | Argentina                                                                | Coppa America 2007 - Semifinale                                          | 1                                                                        | 51’                                                                      |
| 15-7-2007                                                                | Maracaibo                                                                | Brasile                                                                  | 3 – 0                                                                    | Argentina                                                                | Coppa America 2007 - Finale                                              | -                                                                        |                                                                          |
| 22-8-2007                                                                | Oslo                                                                     | Norvegia                                                                 | 2 – 1                                                                    | Argentina                                                                | Amichevole                                                               | -                                                                        |                                                                          |
| 11-9-2007                                                                | Melbourne                                                                | Australia                                                                | 0 – 1                                                                    | Argentina                                                                | Amichevole                                                               | -                                                                        | 90’                                                                      |
| 13-10-2007                                                               | Buenos Aires                                                             | Argentina                                                                | 2 – 0                                                                    | Cile                                                                     | Qual. Mondiali 2010                                                      | -                                                                        | 84’                                                                      |
| 17-10-2007                                                               | Maracaibo                                                                | Venezuela                                                                | 0 – 2                                                                    | Argentina                                                                | Qual. Mondiali 2010                                                      | 1                                                                        |                                                                          |
| 17-11-2007                                                               | Buenos Aires                                                             | Argentina                                                                | 3 – 0                                                                    | Bolivia                                                                  | Qual. Mondiali 2010                                                      | -                                                                        |                                                                          |
| 21-11-2007                                                               | Bogotà                                                                   | Colombia                                                                 | 2 – 1                                                                    | Argentina                                                                | Qual. Mondiali 2010                                                      | 1                                                                        |                                                                          |
| 5-6-2008                                                                 | San Diego                                                                | Messico                                                                  | 1 – 4                                                                    | Argentina                                                                | Amichevole                                                               | 1                                                                        | 37’ - 84’                                                                |
| 9-6-2008                                                                 | New York                                                                 | Stati Uniti                                                              | 0 – 0                                                                    | Argentina                                                                | Amichevole                                                               | -                                                                        |                                                                          |
| 15-6-2008                                                                | Buenos Aires                                                             | Argentina                                                                | 1 – 1                                                                    | Ecuador                                                                  | Qual. Mondiali 2010                                                      | -                                                                        |                                                                          |
| 19-6-2008                                                                | Belo Horizonte                                                           | Brasile                                                                  | 0 – 0                                                                    | Argentina                                                                | Qual. Mondiali 2010                                                      | -                                                                        | 90’                                                                      |
| 6-9-2008                                                                 | Buenos Aires                                                             | Argentina                                                                | 1 – 1                                                                    | Paraguay                                                                 | Qual. Mondiali 2010                                                      | -                                                                        |                                                                          |
| 11-9-2008                                                                | Lima                                                                     | Perù                                                                     | 1 – 1                                                                    | Argentina                                                                | Qual. Mondiali 2010                                                      | -                                                                        |                                                                          |
| 11-10-2008                                                               | Buenos Aires                                                             | Argentina                                                                | 2 – 1                                                                    | Uruguay                                                                  | Qual. Mondiali 2010                                                      | 1                                                                        | 83’ 88’                                                                  |
| 16-10-2008                                                               | Santiago del Cile                                                        | Cile                                                                     | 1 – 0                                                                    | Argentina                                                                | Qual. Mondiali 2010                                                      | -                                                                        |                                                                          |
| 11-2-2009                                                                | Marsiglia                                                                | Francia                                                                  | 0 – 2                                                                    | Argentina                                                                | Amichevole                                                               | 1                                                                        |                                                                          |
| 28-3-2009                                                                | Buenos Aires                                                             | Argentina                                                                | 4 – 0                                                                    | Venezuela                                                                | Qual. Mondiali 2010                                                      | 1                                                                        |                                                                          |
| 1-4-2009                                                                 | La Paz                                                                   | Bolivia                                                                  | 6 – 1                                                                    | Argentina                                                                | Qual. Mondiali 2010                                                      | -                                                                        |                                                                          |
| 6-6-2009                                                                 | Buenos Aires                                                             | Argentina                                                                | 1 – 0                                                                    | Colombia                                                                 | Qual. Mondiali 2010                                                      | -                                                                        |                                                                          |
| 10-6-2009                                                                | Quito                                                                    | Ecuador                                                                  | 2 – 0                                                                    | Argentina                                                                | Qual. Mondiali 2010                                                      | -                                                                        |                                                                          |
| 6-9-2009                                                                 | Rosario                                                                  | Argentina                                                                | 1 – 3                                                                    | Brasile                                                                  | Qual. Mondiali 2010                                                      | -                                                                        |                                                                          |
| 10-9-2009                                                                | Asunción                                                                 | Paraguay                                                                 | 1 – 0                                                                    | Argentina                                                                | Qual. Mondiali 2010                                                      | -                                                                        |                                                                          |
| 11-10-2009                                                               | Buenos Aires                                                             | Argentina                                                                | 2 – 1                                                                    | Perù                                                                     | Qual. Mondiali 2010                                                      | -                                                                        |                                                                          |
| 15-10-2009                                                               | Montevideo                                                               | Uruguay                                                                  | 0 – 1                                                                    | Argentina                                                                | Qual. Mondiali 2010                                                      | -                                                                        | 87’                                                                      |
| 14-11-2009                                                               | Madrid                                                                   | Spagna                                                                   | 2 – 1                                                                    | Argentina                                                                | Amichevole                                                               | 1                                                                        | 82’                                                                      |
| 3-3-2010                                                                 | Monaco di Baviera                                                        | Germania                                                                 | 0 – 1                                                                    | Argentina                                                                | Amichevole                                                               | -                                                                        | 70’                                                                      |
| 12-6-2010                                                                | Johannesburg                                                             | Argentina                                                                | 1 – 0                                                                    | Nigeria                                                                  | Mondiali 2010 - 1º turno                                                 | -                                                                        |                                                                          |
| 17-6-2010                                                                | Johannesburg                                                             | Argentina                                                                | 4 – 1                                                                    | Corea del Sud                                                            | Mondiali 2010 - 1º turno                                                 | -                                                                        |                                                                          |
| 22-6-2010                                                                | Polokwane                                                                | Grecia                                                                   | 0 – 2                                                                    | Argentina                                                                | Mondiali 2010 - 1º turno                                                 | -                                                                        | Cap.                                                                     |
| 27-6-2010                                                                | Johannesburg                                                             | Argentina                                                                | 3 – 1                                                                    | Messico                                                                  | Mondiali 2010 - Ottavi di finale                                         | -                                                                        |                                                                          |
| 3-7-2010                                                                 | Città del Capo                                                           | Argentina                                                                | 0 – 4                                                                    | Germania                                                                 | Mondiali 2010 - Quarti di finale                                         | -                                                                        |                                                                          |
| 11-8-2010                                                                | Dublino                                                                  | Irlanda                                                                  | 0 – 1                                                                    | Argentina                                                                | Amichevole                                                               | -                                                                        | 58’                                                                      |
| 7-9-2010                                                                 | Buenos Aires                                                             | Argentina                                                                | 4 – 1                                                                    | Spagna                                                                   | Amichevole                                                               | 1                                                                        | 90’                                                                      |
| 8-10-2010                                                                | Tokyo                                                                    | Giappone                                                                 | 1 – 0                                                                    | Argentina                                                                | Amichevole                                                               | -                                                                        |                                                                          |
| 17-11-2010                                                               | Doha                                                                     | Argentina                                                                | 1 – 0                                                                    | Brasile                                                                  | Amichevole                                                               | 1                                                                        | 90’                                                                      |
| 9-2-2011                                                                 | Ginevra                                                                  | Argentina                                                                | 2 – 1                                                                    | Portogallo                                                               | Amichevole                                                               | 1                                                                        |                                                                          |
| 27-3-2011                                                                | East Rutherford                                                          | Stati Uniti                                                              | 1 – 1                                                                    | Argentina                                                                | Amichevole                                                               | -                                                                        |                                                                          |
| 20-6-2011                                                                | Buenos Aires                                                             | Argentina                                                                | 4 – 0                                                                    | Albania                                                                  | Amichevole                                                               | 1                                                                        |                                                                          |
| 1-7-2011                                                                 | La Plata                                                                 | Argentina                                                                | 1 – 1                                                                    | Bolivia                                                                  | Coppa America 2011 - 1º turno                                            | -                                                                        |                                                                          |
| 6-7-2011                                                                 | Santa Fe                                                                 | Argentina                                                                | 0 – 0                                                                    | Colombia                                                                 | Coppa America 2011 - 1º turno                                            | -                                                                        |                                                                          |
| 11-7-2011                                                                | Córdoba                                                                  | Argentina                                                                | 3 – 0                                                                    | Costa Rica                                                               | Coppa America 2011 - 1º turno                                            | -                                                                        |                                                                          |
| 16-7-2011                                                                | Santa Fe                                                                 | Argentina                                                                | 1 – 1 dts (4 – 5 dtr)                                                    | Uruguay                                                                  | Coppa America 2011 - Quarti di finale                                    | -                                                                        |                                                                          |
| 2-9-2011                                                                 | Calcutta                                                                 | Argentina                                                                | 1 – 0                                                                    | Venezuela                                                                | Amichevole                                                               | -                                                                        |                                                                          |
| 6-9-2011                                                                 | Dacca                                                                    | Argentina                                                                | 3 – 1                                                                    | Nigeria                                                                  | Amichevole                                                               | -                                                                        |                                                                          |
| 7-10-2011                                                                | Buenos Aires                                                             | Argentina                                                                | 4 – 1                                                                    | Cile                                                                     | Qual. Mondiali 2014                                                      | 1                                                                        |                                                                          |
| 11-10-2011                                                               | Puerto La Cruz                                                           | Venezuela                                                                | 1 – 0                                                                    | Argentina                                                                | Qual. Mondiali 2014                                                      | -                                                                        |                                                                          |
| 11-11-2011                                                               | Buenos Aires                                                             | Argentina                                                                | 1 – 1                                                                    | Bolivia                                                                  | Qual. Mondiali 2014                                                      | -                                                                        | Cap.                                                                     |
| 15-11-2011                                                               | Barranquilla                                                             | Colombia                                                                 | 1 – 2                                                                    | Argentina                                                                | Qual. Mondiali 2014                                                      | 1                                                                        | Cap.                                                                     |
| 29-2-2012                                                                | Berna                                                                    | Svizzera                                                                 | 1 – 3                                                                    | Argentina                                                                | Amichevole                                                               | 3                                                                        | Cap.                                                                     |
| 2-6-2012                                                                 | Buenos Aires                                                             | Argentina                                                                | 4 – 0                                                                    | Ecuador                                                                  | Qual. Mondiali 2014                                                      | 1                                                                        | Cap.                                                                     |
| 9-6-2012                                                                 | East Rutherford                                                          | Argentina                                                                | 4 – 3                                                                    | Brasile                                                                  | Amichevole                                                               | 3                                                                        | Cap.                                                                     |
| 15-8-2012                                                                | Francoforte sul Meno                                                     | Germania                                                                 | 1 – 3                                                                    | Argentina                                                                | Amichevole                                                               | 1                                                                        | Cap.                                                                     |
| 7-9-2012                                                                 | Córdoba                                                                  | Argentina                                                                | 3 – 1                                                                    | Paraguay                                                                 | Qual. Mondiali 2014                                                      | 1                                                                        | Cap.                                                                     |
| 11-9-2012                                                                | Lima                                                                     | Perù                                                                     | 1 – 1                                                                    | Argentina                                                                | Qual. Mondiali 2014                                                      | -                                                                        | Cap.                                                                     |
| 12-10-2012                                                               | Mendoza                                                                  | Argentina                                                                | 3 – 0                                                                    | Uruguay                                                                  | Qual. Mondiali 2014                                                      | 2                                                                        | Cap.                                                                     |
| 16-10-2012                                                               | Santiago del Cile                                                        | Cile                                                                     | 1 – 2                                                                    | Argentina                                                                | Qual. Mondiali 2014                                                      | 1                                                                        | Cap.                                                                     |
| 14-11-2012                                                               | Riad                                                                     | Arabia Saudita                                                           | 0 – 0                                                                    | Argentina                                                                | Amichevole                                                               | -                                                                        | Cap.                                                                     |
| 6-2-2013                                                                 | Solna                                                                    | Svezia                                                                   | 2 – 3                                                                    | Argentina                                                                | Amichevole                                                               | -                                                                        | Cap.                                                                     |
| 22-3-2013                                                                | Buenos Aires                                                             | Argentina                                                                | 3 – 0                                                                    | Venezuela                                                                | Qual. Mondiali 2014                                                      | 1                                                                        | Cap.                                                                     |
| 26-3-2013                                                                | La Paz                                                                   | Bolivia                                                                  | 1 – 1                                                                    | Argentina                                                                | Qual. Mondiali 2014                                                      | -                                                                        | Cap.                                                                     |
| 8-6-2013                                                                 | Buenos Aires                                                             | Argentina                                                                | 0 – 0                                                                    | Colombia                                                                 | Qual. Mondiali 2014                                                      | -                                                                        | 58’                                                                      |
| 11-6-2013                                                                | Quito                                                                    | Ecuador                                                                  | 1 – 1                                                                    | Argentina                                                                | Qual. Mondiali 2014                                                      | -                                                                        | 61’                                                                      |
| 15-6-2013                                                                | Città del Guatemala                                                      | Guatemala                                                                | 0 – 4                                                                    | Argentina                                                                | Amichevole                                                               | 3                                                                        | Cap. - 68’                                                               |
| 10-9-2013                                                                | Asunción                                                                 | Paraguay                                                                 | 2 – 5                                                                    | Argentina                                                                | Qual. Mondiali 2014                                                      | 2                                                                        | Cap.                                                                     |
| 5-3-2014                                                                 | Bucarest                                                                 | Romania                                                                  | 0 – 0                                                                    | Argentina                                                                | Amichevole                                                               | -                                                                        | Cap.                                                                     |
| 4-6-2014                                                                 | Buenos Aires                                                             | Argentina                                                                | 3 – 0                                                                    | Trinidad e Tobago                                                        | Amichevole                                                               | -                                                                        | Cap.                                                                     |
| 7-6-2014                                                                 | La Plata                                                                 | Argentina                                                                | 2 – 0                                                                    | Slovenia                                                                 | Amichevole                                                               | 1                                                                        | 58’                                                                      |
| 15-6-2014                                                                | Rio de Janeiro                                                           | Argentina                                                                | 2 – 1                                                                    | Bosnia ed Erzegovina                                                     | Mondiali 2014 - 1º turno                                                 | 1                                                                        | Cap.                                                                     |
| 21-6-2014                                                                | Belo Horizonte                                                           | Argentina                                                                | 1 – 0                                                                    | Iran                                                                     | Mondiali 2014 - 1º turno                                                 | 1                                                                        | Cap.                                                                     |
| 25-6-2014                                                                | Porto Alegre                                                             | Nigeria                                                                  | 2 – 3                                                                    | Argentina                                                                | Mondiali 2014 - 1º turno                                                 | 2                                                                        | Cap. - 63’                                                               |
| 1-7-2014                                                                 | San Paolo                                                                | Argentina                                                                | 1 – 0 dts                                                                | Svizzera                                                                 | Mondiali 2014 - Ottavi di finale                                         | -                                                                        | Cap.                                                                     |
| 5-7-2014                                                                 | Brasilia                                                                 | Argentina                                                                | 1 – 0                                                                    | Belgio                                                                   | Mondiali 2014 - Quarti di finale                                         | -                                                                        | Cap.                                                                     |
| 9-7-2014                                                                 | San Paolo                                                                | Paesi Bassi                                                              | 0 – 0 dts (2 – 4 dtr)                                                    | Argentina                                                                | Mondiali 2014 - Semifinale                                               | -                                                                        | Cap.                                                                     |
| 13-7-2014                                                                | Rio de Janeiro                                                           | Germania                                                                 | 1 – 0 dts                                                                | Argentina                                                                | Mondiali 2014 - Finale                                                   | -                                                                        | Cap.                                                                     |
| 11-10-2014                                                               | Pechino                                                                  | Brasile                                                                  | 2 – 0                                                                    | Argentina                                                                | Superclásico de las Américas 2014                                        | -                                                                        | Cap.                                                                     |
| 14-10-2014                                                               | Hong Kong                                                                | Hong Kong                                                                | 0 – 7                                                                    | Argentina                                                                | Amichevole                                                               | 2                                                                        | 60’                                                                      |
| 12-11-2014                                                               | Londra                                                                   | Argentina                                                                | 2 – 1                                                                    | Croazia                                                                  | Amichevole                                                               | 1                                                                        | Cap.                                                                     |
| 18-11-2014                                                               | Manchester                                                               | Argentina                                                                | 0 – 1                                                                    | Portogallo                                                               | Amichevole                                                               | -                                                                        | Cap. - 46’                                                               |
| 13-6-2015                                                                | La Serena                                                                | Argentina                                                                | 2 – 2                                                                    | Paraguay                                                                 | Coppa America 2015 - 1º turno                                            | 1                                                                        | Cap.                                                                     |
| 16-6-2015                                                                | La Serena                                                                | Argentina                                                                | 1 – 0                                                                    | Uruguay                                                                  | Coppa America 2015 - 1º turno                                            | -                                                                        | Cap.                                                                     |
| 20-6-2015                                                                | Viña del Mar                                                             | Argentina                                                                | 1 – 0                                                                    | Giamaica                                                                 | Coppa America 2015 - 1º turno                                            | -                                                                        | Cap.                                                                     |
| 26-6-2015                                                                | Viña del Mar                                                             | Argentina                                                                | 0 – 0 (5 – 4 dtr)                                                        | Colombia                                                                 | Coppa America 2015 - Quarti di finale                                    | -                                                                        | Cap. 90+1’                                                               |
| 30-6-2015                                                                | Concepción                                                               | Argentina                                                                | 6 – 1                                                                    | Paraguay                                                                 | Coppa America 2015 - Semifinale                                          | -                                                                        | Cap.                                                                     |
| 4-7-2015                                                                 | Santiago del Cile                                                        | Cile                                                                     | 0 – 0 dts (4 – 1 dtr)                                                    | Argentina                                                                | Coppa America 2015 - Finale                                              | -                                                                        | Cap.                                                                     |
| 4-9-2015                                                                 | Houston                                                                  | Argentina                                                                | 7 – 0                                                                    | Bolivia                                                                  | Amichevole                                                               | 2                                                                        | 65’                                                                      |
| 8-9-2015                                                                 | Arlington                                                                | Argentina                                                                | 2 – 2                                                                    | Messico                                                                  | Amichevole                                                               | 1                                                                        | Cap.                                                                     |
| 24-3-2016                                                                | Santiago del Cile                                                        | Cile                                                                     | 1 – 2                                                                    | Argentina                                                                | Qual. Mondiali 2018                                                      | -                                                                        | Cap.                                                                     |
| 29-3-2016                                                                | Córdoba                                                                  | Argentina                                                                | 2 – 0                                                                    | Bolivia                                                                  | Qual. Mondiali 2018                                                      | 1                                                                        | Cap.                                                                     |
| 27-5-2016                                                                | San Juan                                                                 | Argentina                                                                | 1 – 0                                                                    | Honduras                                                                 | Amichevole                                                               | -                                                                        | Cap. 64’                                                                 |
| 10-6-2016                                                                | Chicago                                                                  | Argentina                                                                | 5 – 0                                                                    | Panama                                                                   | Coppa America Centenario - 1º turno                                      | 3                                                                        | 61’                                                                      |
| 14-6-2016                                                                | Seattle                                                                  | Argentina                                                                | 3 – 0                                                                    | Bolivia                                                                  | Coppa America Centenario - 1º turno                                      | -                                                                        | 46’                                                                      |
| 18-6-2016                                                                | Foxborough                                                               | Argentina                                                                | 4 – 1                                                                    | Venezuela                                                                | Coppa America Centenario - Quarti di finale                              | 1                                                                        | Cap.                                                                     |
| 21-6-2016                                                                | Houston                                                                  | Stati Uniti                                                              | 0 – 4                                                                    | Argentina                                                                | Coppa America Centenario - Semifinale                                    | 1                                                                        | Cap.                                                                     |
| 26-6-2016                                                                | East Rutherford                                                          | Argentina                                                                | 0 – 0 dts (2 – 4 dtr)                                                    | Cile                                                                     | Coppa America Centenario - Finale                                        | -                                                                        | Cap. 40’                                                                 |
| 1-9-2016                                                                 | Mendoza                                                                  | Argentina                                                                | 1 – 0                                                                    | Uruguay                                                                  | Qual. Mondiali 2018                                                      | 1                                                                        | Cap.                                                                     |
| 10-11-2016                                                               | Belo Horizonte                                                           | Brasile                                                                  | 3 – 0                                                                    | Argentina                                                                | Qual. Mondiali 2018                                                      | -                                                                        | Cap.                                                                     |
| 15-11-2016                                                               | San Juan                                                                 | Argentina                                                                | 3 – 0                                                                    | Colombia                                                                 | Qual. Mondiali 2018                                                      | 1                                                                        | Cap.                                                                     |
| 23-3-2017                                                                | Buenos Aires                                                             | Argentina                                                                | 1 – 0                                                                    | Cile                                                                     | Qual. Mondiali 2018                                                      | 1                                                                        | Cap.                                                                     |
| 9-6-2017                                                                 | Melbourne                                                                | Brasile                                                                  | 0 – 1                                                                    | Argentina                                                                | Amichevole                                                               | -                                                                        | Cap.                                                                     |
| 31-8-2017                                                                | Montevideo                                                               | Uruguay                                                                  | 0 – 0                                                                    | Argentina                                                                | Qual. Mondiali 2018                                                      | -                                                                        | \|Cap.                                                                   |
| 5-9-2017                                                                 | Buenos Aires                                                             | Argentina                                                                | 1 – 1                                                                    | Venezuela                                                                | Qual. Mondiali 2018                                                      | -                                                                        | Cap.                                                                     |
| 5-10-2017                                                                | Buenos Aires                                                             | Argentina                                                                | 0 – 0                                                                    | Perù                                                                     | Qual. Mondiali 2018                                                      | -                                                                        | \|Cap.                                                                   |
| 10-10-2017                                                               | Quito                                                                    | Ecuador                                                                  | 1 – 3                                                                    | Argentina                                                                | Qual. Mondiali 2018                                                      | 3                                                                        | Cap.                                                                     |
| 11-11-2017                                                               | Mosca                                                                    | Russia                                                                   | 0 – 1                                                                    | Argentina                                                                | Amichevole                                                               | -                                                                        | Cap.                                                                     |
| 29-5-2018                                                                | Buenos Aires                                                             | Argentina                                                                | 4 – 0                                                                    | Haiti                                                                    | Amichevole                                                               | 3                                                                        | Cap.                                                                     |
| 16-6-2018                                                                | Mosca                                                                    | Argentina                                                                | 1 – 1                                                                    | Islanda                                                                  | Mondiali 2018 - 1º turno                                                 | -                                                                        | Cap.                                                                     |
| 21-6-2018                                                                | Nižnij Novgorod                                                          | Argentina                                                                | 0 – 3                                                                    | Croazia                                                                  | Mondiali 2018 - 1º turno                                                 | -                                                                        | Cap.                                                                     |
| 26-6-2018                                                                | San Pietroburgo                                                          | Nigeria                                                                  | 1 – 2                                                                    | Argentina                                                                | Mondiali 2018 - 1º turno                                                 | 1                                                                        | Cap. 90+4’                                                               |
| 30-6-2018                                                                | Kazan'                                                                   | Francia                                                                  | 4 – 3                                                                    | Argentina                                                                | Mondiali 2018 - Ottavi di finale                                         | -                                                                        | Cap.                                                                     |
| 22-3-2019                                                                | Madrid                                                                   | Argentina                                                                | 1 – 3                                                                    | Venezuela                                                                | Amichevole                                                               | -                                                                        | Cap.                                                                     |
| 7-6-2019                                                                 | San Juan                                                                 | Argentina                                                                | 5 – 1                                                                    | Nicaragua                                                                | Amichevole                                                               | 2                                                                        | Cap. - 46’                                                               |
| 15-6-2019                                                                | Salvador                                                                 | Argentina                                                                | 0 – 2                                                                    | Colombia                                                                 | Coppa America 2019 - 1º turno                                            | -                                                                        | Cap.                                                                     |
| 19-6-2019                                                                | Belo Horizonte                                                           | Argentina                                                                | 1 – 1                                                                    | Paraguay                                                                 | Coppa America 2019 - 1º turno                                            | 1                                                                        | Cap.                                                                     |
| 23-6-2019                                                                | Porto Alegre                                                             | Qatar                                                                    | 0 – 2                                                                    | Argentina                                                                | Coppa America 2019 - 1º turno                                            | -                                                                        | Cap.                                                                     |
| 28-6-2019                                                                | Rio de Janeiro                                                           | Venezuela                                                                | 0 – 2                                                                    | Argentina                                                                | Coppa America 2019 - Quarti di finale                                    | -                                                                        | Cap.                                                                     |
| 2-7-2019                                                                 | Belo Horizonte                                                           | Brasile                                                                  | 2 – 0                                                                    | Argentina                                                                | Coppa America 2019 - Semifinale                                          | -                                                                        | Cap.                                                                     |
| 6-7-2019                                                                 | San Paolo                                                                | Argentina                                                                | 2 – 1                                                                    | Cile                                                                     | Coppa America 2019 - Finale 3º posto                                     | -                                                                        | Cap. 37’                                                                 |
| 15-11-2019                                                               | Riad                                                                     | Brasile                                                                  | 0 – 1                                                                    | Argentina                                                                | Amichevole                                                               | 1                                                                        | Cap.                                                                     |
| 18-11-2019                                                               | Tel Aviv                                                                 | Argentina                                                                | 2 – 2                                                                    | Uruguay                                                                  | Amichevole                                                               | 1                                                                        | Cap.                                                                     |
| 9-10-2020                                                                | Buenos Aires                                                             | Argentina                                                                | 1 – 0                                                                    | Ecuador                                                                  | Qual. Mondiali 2022                                                      | 1                                                                        | Cap.                                                                     |
| 13-10-2020                                                               | La Paz                                                                   | Bolivia                                                                  | 1 – 2                                                                    | Argentina                                                                | Qual. Mondiali 2022                                                      | -                                                                        | Cap.                                                                     |
| 13-11-2020                                                               | Buenos Aires                                                             | Argentina                                                                | 1 – 1                                                                    | Paraguay                                                                 | Qual. Mondiali 2022                                                      | -                                                                        | Cap.                                                                     |
| 17-11-2020                                                               | Lima                                                                     | Perù                                                                     | 0 – 2                                                                    | Argentina                                                                | Qual. Mondiali 2022                                                      | -                                                                        | Cap.                                                                     |
| 3-6-2021                                                                 | Santiago del Estero                                                      | Argentina                                                                | 1 – 1                                                                    | Cile                                                                     | Qual. Mondiali 2022                                                      | 1                                                                        | Cap.                                                                     |
| 8-6-2021                                                                 | Barranquilla                                                             | Colombia                                                                 | 2 – 2                                                                    | Argentina                                                                | Qual. Mondiali 2022                                                      | -                                                                        | Cap.                                                                     |
| 14-6-2021                                                                | Rio de Janeiro                                                           | Argentina                                                                | 1 – 1                                                                    | Cile                                                                     | Coppa America 2021 - 1º turno                                            | 1                                                                        | Cap.                                                                     |
| 18-6-2021                                                                | Brasilia                                                                 | Argentina                                                                | 1 – 0                                                                    | Uruguay                                                                  | Coppa America 2021 - 1º turno                                            | -                                                                        | Cap.                                                                     |
| 21-6-2021                                                                | Brasilia                                                                 | Argentina                                                                | 1 – 0                                                                    | Paraguay                                                                 | Coppa America 2021 - 1º turno                                            | -                                                                        | Cap.                                                                     |
| 28-6-2021                                                                | Cuiabá                                                                   | Bolivia                                                                  | 1 – 4                                                                    | Argentina                                                                | Coppa America 2021 - 1º turno                                            | 2                                                                        | Cap.                                                                     |
| 3-7-2021                                                                 | Goiânia                                                                  | Argentina                                                                | 3 – 0                                                                    | Ecuador                                                                  | Coppa America 2021 - Quarti di finale                                    | 1                                                                        | Cap.                                                                     |
| 6-7-2021                                                                 | Brasilia                                                                 | Argentina                                                                | 1 – 1 (3–2 dtr)                                                          | Colombia                                                                 | Coppa America 2021 - Semifinali                                          | -                                                                        | Cap.                                                                     |
| 10-7-2021                                                                | Rio de Janeiro                                                           | Argentina                                                                | 1 – 0                                                                    | Brasile                                                                  | Coppa America 2021 - Finale                                              | -                                                                        | Cap.                                                                     |
| 2-9-2021                                                                 | Caracas                                                                  | Venezuela                                                                | 1 – 3                                                                    | Argentina                                                                | Qual. Mondiali 2022                                                      | -                                                                        | Cap.                                                                     |
| 9-9-2021                                                                 | Buenos Aires                                                             | Argentina                                                                | 3 – 0                                                                    | Bolivia                                                                  | Qual. Mondiali 2022                                                      | 3                                                                        | Cap.                                                                     |
| 7-10-2021                                                                | Asunción                                                                 | Paraguay                                                                 | 0 – 0                                                                    | Argentina                                                                | Qual. Mondiali 2022                                                      | -                                                                        | Cap.                                                                     |
| 10-10-2021                                                               | Buenos Aires                                                             | Argentina                                                                | 3 – 0                                                                    | Uruguay                                                                  | Qual. Mondiali 2022                                                      | 1                                                                        | Cap.                                                                     |
| 14-10-2021                                                               | Buenos Aires                                                             | Argentina                                                                | 1 – 0                                                                    | Perù                                                                     | Qual. Mondiali 2022                                                      | -                                                                        | Cap.                                                                     |
| 12-11-2021                                                               | Montevideo                                                               | Uruguay                                                                  | 0 – 1                                                                    | Argentina                                                                | Qual. Mondiali 2022                                                      | -                                                                        | 76’                                                                      |
| 16-11-2021                                                               | San Juan                                                                 | Argentina                                                                | 0 – 0                                                                    | Brasile                                                                  | Qual. Mondiali 2022                                                      | -                                                                        | Cap.                                                                     |
| 24-3-2022                                                                | Buenos Aires                                                             | Argentina                                                                | 3 – 0                                                                    | Venezuela                                                                | Qual. Mondiali 2022                                                      | 1                                                                        | Cap.                                                                     |
| 29-3-2022                                                                | Guayaquil                                                                | Ecuador                                                                  | 1 – 1                                                                    | Argentina                                                                | Qual. Mondiali 2022                                                      | -                                                                        | Cap.                                                                     |
| 1-6-2022                                                                 | Londra                                                                   | Italia                                                                   | 0 – 3                                                                    | Argentina                                                                | Coppa dei Campioni CONMEBOL-UEFA                                         | -                                                                        | Cap.                                                                     |
| 5-6-2022                                                                 | Pamplona                                                                 | Argentina                                                                | 5 – 0                                                                    | Estonia                                                                  | Amichevole                                                               | 5                                                                        | Cap.                                                                     |
| 23-9-2022                                                                | Miami Gardens                                                            | Argentina                                                                | 3 – 0                                                                    | Honduras                                                                 | Amichevole                                                               | 2                                                                        | Cap.                                                                     |
| 27-9-2022                                                                | Harrison                                                                 | Argentina                                                                | 3 – 0                                                                    | Giamaica                                                                 | Amichevole                                                               | 2                                                                        | 56’                                                                      |
| 16-11-2022                                                               | Abu Dhabi                                                                | Emirati Arabi Uniti                                                      | 0 – 5                                                                    | Argentina                                                                | Amichevole                                                               | 1                                                                        | Cap.                                                                     |
| 22-11-2022                                                               | Lusail                                                                   | Argentina                                                                | 1 – 2                                                                    | Arabia Saudita                                                           | Mondiali 2022 - 1º turno                                                 | 1                                                                        | Cap.                                                                     |
| 26-11-2022                                                               | Lusail                                                                   | Argentina                                                                | 2 – 0                                                                    | Messico                                                                  | Mondiali 2022 - 1º turno                                                 | 1                                                                        | Cap.                                                                     |
| 30-11-2022                                                               | Doha                                                                     | Polonia                                                                  | 0 – 2                                                                    | Argentina                                                                | Mondiali 2022 - 1º turno                                                 | -                                                                        | Cap.                                                                     |
| 3-12-2022                                                                | Al Rayyan                                                                | Argentina                                                                | 2 – 1                                                                    | Australia                                                                | Mondiali 2022 - Ottavi di finale                                         | 1                                                                        | Cap.                                                                     |
| 9-12-2022                                                                | Lusail                                                                   | Paesi Bassi                                                              | 2 – 2 dts (3 – 4 dtr)                                                    | Argentina                                                                | Mondiali 2022 - Quarti di finale                                         | 1                                                                        | Cap. 101’                                                                |
| 13-12-2022                                                               | Lusail                                                                   | Argentina                                                                | 3 – 0                                                                    | Croazia                                                                  | Mondiali 2022 - Semifinale                                               | 1                                                                        | Cap.                                                                     |
| 18-12-2022                                                               | Lusail                                                                   | Argentina                                                                | 3 – 3 dts (4 – 2 dtr)                                                    | Francia                                                                  | Mondiali 2022 - Finale                                                   | 2                                                                        | Cap.                                                                     |
| 23-3-2023                                                                | Buenos Aires                                                             | Argentina                                                                | 2 – 0                                                                    | Panama                                                                   | Amichevole                                                               | 1                                                                        | Cap.                                                                     |
| 28-3-2023                                                                | Santiago del Estero                                                      | Argentina                                                                | 7 – 0                                                                    | Curaçao                                                                  | Amichevole                                                               | 3                                                                        | Cap.                                                                     |
| 15-6-2023                                                                | Pechino                                                                  | Argentina                                                                | 2 – 0                                                                    | Australia                                                                | Amichevole                                                               | 1                                                                        | Cap.                                                                     |
| 7-9-2023                                                                 | Buenos Aires                                                             | Argentina                                                                | 1 – 0                                                                    | Ecuador                                                                  | Qual. Mondiali 2026                                                      | 1                                                                        | Cap. 89’                                                                 |
| 12-10-2023                                                               | Buenos Aires                                                             | Argentina                                                                | 1 – 0                                                                    | Paraguay                                                                 | Qual. Mondiali 2026                                                      | -                                                                        | 53’                                                                      |
| 17-10-2023                                                               | Lima                                                                     | Perù                                                                     | 0 – 2                                                                    | Argentina                                                                | Qual. Mondiali 2026                                                      | 2                                                                        | Cap.                                                                     |
| 16-11-2023                                                               | Buenos Aires                                                             | Argentina                                                                | 0 – 2                                                                    | Uruguay                                                                  | Qual. Mondiali 2026                                                      | -                                                                        | Cap.                                                                     |
| 21-11-2023                                                               | Rio de Janeiro                                                           | Brasile                                                                  | 0 – 1                                                                    | Argentina                                                                | Qual. Mondiali 2026                                                      | -                                                                        | Cap. 78’                                                                 |
| 9-6-2024                                                                 | Chicago                                                                  | Argentina                                                                | 1 – 0                                                                    | Ecuador                                                                  | Amichevole                                                               | -                                                                        | 56’                                                                      |
| 14-6-2024                                                                | Landover                                                                 | Argentina                                                                | 4 – 1                                                                    | Guatemala                                                                | Amichevole                                                               | 2                                                                        | Cap.                                                                     |
| 20-6-2024                                                                | Atlanta                                                                  | Argentina                                                                | 2 – 0                                                                    | Canada                                                                   | Coppa America 2024 - 1º turno                                            | -                                                                        | Cap.                                                                     |
| 25-6-2024                                                                | East Rutherford                                                          | Cile                                                                     | 0 – 1                                                                    | Argentina                                                                | Coppa America 2024 - 1º turno                                            | -                                                                        | Cap.                                                                     |
| 4-7-2024                                                                 | Houston                                                                  | Argentina                                                                | 1 – 1 (4 – 2 dtr)                                                        | Ecuador                                                                  | Coppa America 2024 - Quarti di finale                                    | -                                                                        | Cap.                                                                     |
| 9-7-2024                                                                 | East Rutherford                                                          | Argentina                                                                | 2 – 0                                                                    | Canada                                                                   | Coppa America 2024 - Semifinale                                          | 1                                                                        | Cap.                                                                     |
| 14-7-2024                                                                | Miami Gardens                                                            | Argentina                                                                | 1 – 0 dts                                                                | Colombia                                                                 | Coppa America 2024 - Finale                                              | -                                                                        | Cap. 66’                                                                 |
| 10-10-2024                                                               | Maturín                                                                  | Venezuela                                                                | 1 – 1                                                                    | Argentina                                                                | Qual. Mondiali 2026                                                      | -                                                                        | Cap.                                                                     |
| 15-10-2024                                                               | Buenos Aires                                                             | Argentina                                                                | 6 – 0                                                                    | Bolivia                                                                  | Qual. Mondiali 2026                                                      | 3                                                                        | Cap.                                                                     |
| 14-11-2024                                                               | Asunción                                                                 | Paraguay                                                                 | 2 – 1                                                                    | Argentina                                                                | Qual. Mondiali 2026                                                      | -                                                                        | Cap.                                                                     |
| 19-11-2024                                                               | Buenos Aires                                                             | Argentina                                                                | 1 – 0                                                                    | Perù                                                                     | Qual. Mondiali 2026                                                      | -                                                                        | Cap.                                                                     |
| 5-6-2025                                                                 | Santiago del Cile                                                        | Cile                                                                     | 0 – 1                                                                    | Argentina                                                                | Qual. Mondiali 2026                                                      | -                                                                        | 57’                                                                      |
| 10-6-2025                                                                | Buenos Aires                                                             | Argentina                                                                | 1 – 1                                                                    | Colombia                                                                 | Qual. Mondiali 2026                                                      | -                                                                        | Cap. 78’                                                                 |
| Totale                                                                   |                                                                          | Presenze (1º posto)                                                      | 193                                                                      |                                                                          | Reti (1º posto)                                                          | 112                                                                      |                                                                          |

| Cronologia completa delle presenze e delle reti in nazionale ― Argentina olimpica | Cronologia completa delle presenze e delle reti in nazionale ― Argentina olimpica | Cronologia completa delle presenze e delle reti in nazionale ― Argentina olimpica | Cronologia completa delle presenze e delle reti in nazionale ― Argentina olimpica | Cronologia completa delle presenze e delle reti in nazionale ― Argentina olimpica | Cronologia completa delle presenze e delle reti in nazionale ― Argentina olimpica | Cronologia completa delle presenze e delle reti in nazionale ― Argentina olimpica | Cronologia completa delle presenze e delle reti in nazionale ― Argentina olimpica |
| Data                                                                              | Città                                                                             | In casa                                                                           | Risultato                                                                         | Ospiti                                                                            | Competizione                                                                      | Reti                                                                              | Note                                                                              |
| --------------------------------------------------------------------------------- | --------------------------------------------------------------------------------- | --------------------------------------------------------------------------------- | --------------------------------------------------------------------------------- | --------------------------------------------------------------------------------- | --------------------------------------------------------------------------------- | --------------------------------------------------------------------------------- | --------------------------------------------------------------------------------- |
| 7-8-2008                                                                          | Shanghai                                                                          | Costa d'Avorio olimpica                                                           | 1 – 2                                                                             | Argentina olimpica                                                                | Olimpiadi 2008 - 1º turno                                                         | 1                                                                                 | 90+1’                                                                             |
| 10-8-2008                                                                         | Shanghai                                                                          | Argentina olimpica                                                                | 1 – 0                                                                             | Australia olimpica                                                                | Olimpiadi 2008 - 1º turno                                                         | -                                                                                 | 90+1’                                                                             |
| 16-8-2008                                                                         | Shanghai                                                                          | Argentina olimpica                                                                | 2 – 1 dts                                                                         | Paesi Bassi olimpica                                                              | Olimpiadi 2008 - Quarti di finale                                                 | 1                                                                                 | 81’                                                                               |
| 19-8-2008                                                                         | Pechino                                                                           | Argentina olimpica                                                                | 3 – 0                                                                             | Brasile olimpica                                                                  | Olimpiadi 2008 - Semifinale                                                       | -                                                                                 |                                                                                   |
| 23-8-2008                                                                         | Pechino                                                                           | Nigeria olimpica                                                                  | 0 – 1                                                                             | Argentina olimpica                                                                | Olimpiadi 2008 - Finale                                                           | -                                                                                 | 90’                                                                               |
| Totale                                                                            |                                                                                   | Presenze                                                                          | 5                                                                                 |                                                                                   | Reti                                                                              | 2                                                                                 |                                                                                   |

| Cronologia completa delle presenze e delle reti in nazionale ― Argentina under 20 | Cronologia completa delle presenze e delle reti in nazionale ― Argentina under 20 | Cronologia completa delle presenze e delle reti in nazionale ― Argentina under 20 | Cronologia completa delle presenze e delle reti in nazionale ― Argentina under 20 | Cronologia completa delle presenze e delle reti in nazionale ― Argentina under 20 | Cronologia completa delle presenze e delle reti in nazionale ― Argentina under 20 | Cronologia completa delle presenze e delle reti in nazionale ― Argentina under 20 | Cronologia completa delle presenze e delle reti in nazionale ― Argentina under 20 |
| Data                                                                              | Città                                                                             | In casa                                                                           | Risultato                                                                         | Ospiti                                                                            | Competizione                                                                      | Reti                                                                              | Note                                                                              |
| --------------------------------------------------------------------------------- | --------------------------------------------------------------------------------- | --------------------------------------------------------------------------------- | --------------------------------------------------------------------------------- | --------------------------------------------------------------------------------- | --------------------------------------------------------------------------------- | --------------------------------------------------------------------------------- | --------------------------------------------------------------------------------- |
| 29-6-2004                                                                         | Buenos Aires                                                                      | Argentina under 20                                                                | 8 – 0                                                                             | Paraguay under 20                                                                 | Amichevole                                                                        | 1                                                                                 | 45’                                                                               |
| 3-7-2004                                                                          | Colonia del Sacramento                                                            | Uruguay under 20                                                                  | 1 – 4                                                                             | Argentina under 20                                                                | Amichevole                                                                        | 2                                                                                 | 45’                                                                               |
| 13-1-2005                                                                         | Armenia                                                                           | Venezuela under 20                                                                | 0 – 3                                                                             | Argentina under 20                                                                | Sudamericano Under-20 2005 - Fase a gironi                                        | 1                                                                                 | 59’                                                                               |
| 15-1-2005                                                                         | Manizales                                                                         | Bolivia under 20                                                                  | 0 – 4                                                                             | Argentina under 20                                                                | Sudamericano Under-20 2005 - Fase a gironi                                        | 2                                                                                 | 45’                                                                               |
| 17-1-2005                                                                         | Manizales                                                                         | Perù under 20                                                                     | 0 – 6                                                                             | Argentina under 20                                                                | Sudamericano Under-20 2005 - Fase a gironi                                        | 1                                                                                 |                                                                                   |
| 21-1-2005                                                                         | Manizales                                                                         | Colombia under 20                                                                 | 1 – 1                                                                             | Argentina under 20                                                                | Sudamericano Under-20 2005 - Fase a gironi                                        | -                                                                                 | 45’                                                                               |
| 25-1-2005                                                                         | Armenia                                                                           | Venezuela under 20                                                                | 0 – 1                                                                             | Argentina under 20                                                                | Sudamericano Under-20 2005 - Fase finale                                          | -                                                                                 | 81’                                                                               |
| 27-1-2005                                                                         | Manizales                                                                         | Argentina under 20                                                                | 1 – 1                                                                             | Cile under 20                                                                     | Sudamericano Under-20 2005 - Fase finale                                          | -                                                                                 |                                                                                   |
| 30-1-2005                                                                         | Pereira                                                                           | Argentina under 20                                                                | 0 – 0                                                                             | Uruguay under 20                                                                  | Sudamericano Under-20 2005 - Fase finale                                          | -                                                                                 |                                                                                   |
| 2-2-2005                                                                          | Armenia                                                                           | Argentina under 20                                                                | 1 – 1                                                                             | Colombia under 20                                                                 | Sudamericano Under-20 2005 - Fase finale                                          | -                                                                                 | 67’                                                                               |
| 6-2-2005                                                                          | Manizales                                                                         | Brasile under 20                                                                  | 1 – 2                                                                             | Argentina under 20                                                                | Sudamericano Under-20 2005 - Fase finale                                          | 1                                                                                 | 65’                                                                               |
| 11-6-2005                                                                         | Enschede                                                                          | Stati Uniti under 20                                                              | 1 – 0                                                                             | Argentina under 20                                                                | Mondiali Under-20 2005 - 1º turno                                                 | -                                                                                 | 45’                                                                               |
| 14-6-2005                                                                         | Enschede                                                                          | Egitto under 20                                                                   | 0 – 2                                                                             | Argentina under 20                                                                | Mondiali Under-20 2005 - 1º turno                                                 | 1                                                                                 | 84’                                                                               |
| 18-6-2005                                                                         | Emmen                                                                             | Argentina under 20                                                                | 1 – 0                                                                             | Germania under 20                                                                 | Mondiali Under-20 2005 - 1º turno                                                 | -                                                                                 | 82’                                                                               |
| 22-6-2005                                                                         | Emmen                                                                             | Colombia under 20                                                                 | 1 – 2                                                                             | Argentina under 20                                                                | Mondiali Under-20 2005 - Ottavi di finale                                         | 1                                                                                 |                                                                                   |
| 25-6-2005                                                                         | Enschede                                                                          | Argentina under 20                                                                | 3 – 1                                                                             | Spagna under 20                                                                   | Mondiali Under-20 2005 - Quarti di finale                                         | 1                                                                                 |                                                                                   |
| 28-6-2005                                                                         | Utrecht                                                                           | Brasile under 20                                                                  | 1 – 2                                                                             | Argentina under 20                                                                | Mondiali Under-20 2005 - Semifinale                                               | 1                                                                                 |                                                                                   |
| 2-7-2005                                                                          | Utrecht                                                                           | Argentina under 20                                                                | 2 – 1                                                                             | Nigeria under 20                                                                  | Mondiali Under-20 2005 - Finale                                                   | 2                                                                                 | 76’                                                                               |
| Totale                                                                            |                                                                                   | Presenze                                                                          | 18                                                                                |                                                                                   | Reti                                                                              | 14                                                                                |                                                                                   |

| Cronologia completa delle presenze e delle reti in nazionale (partite non ufficiali) ― Argentina olimpica | Cronologia completa delle presenze e delle reti in nazionale (partite non ufficiali) ― Argentina olimpica | Cronologia completa delle presenze e delle reti in nazionale (partite non ufficiali) ― Argentina olimpica | Cronologia completa delle presenze e delle reti in nazionale (partite non ufficiali) ― Argentina olimpica | Cronologia completa delle presenze e delle reti in nazionale (partite non ufficiali) ― Argentina olimpica | Cronologia completa delle presenze e delle reti in nazionale (partite non ufficiali) ― Argentina olimpica | Cronologia completa delle presenze e delle reti in nazionale (partite non ufficiali) ― Argentina olimpica | Cronologia completa delle presenze e delle reti in nazionale (partite non ufficiali) ― Argentina olimpica |
| Data | Città | In casa                                                                                                   | Risultato                                                                                                 | Ospiti | Competizione                                                                                              | Reti | Note |
| --- | --- | --- | --- | --- | --- | --- | --- |
| 24-5-2008                                                                                                 | Barcellona                                                                                                | Catalogna                                                                                                 | 0 – 1 | Argentina olimpica                                                                                        | Amichevole                                                                                                | - | 72’ |
| Totale | | Presenze                                                                                                  | 1 | | Reti | 0 | |

## Record

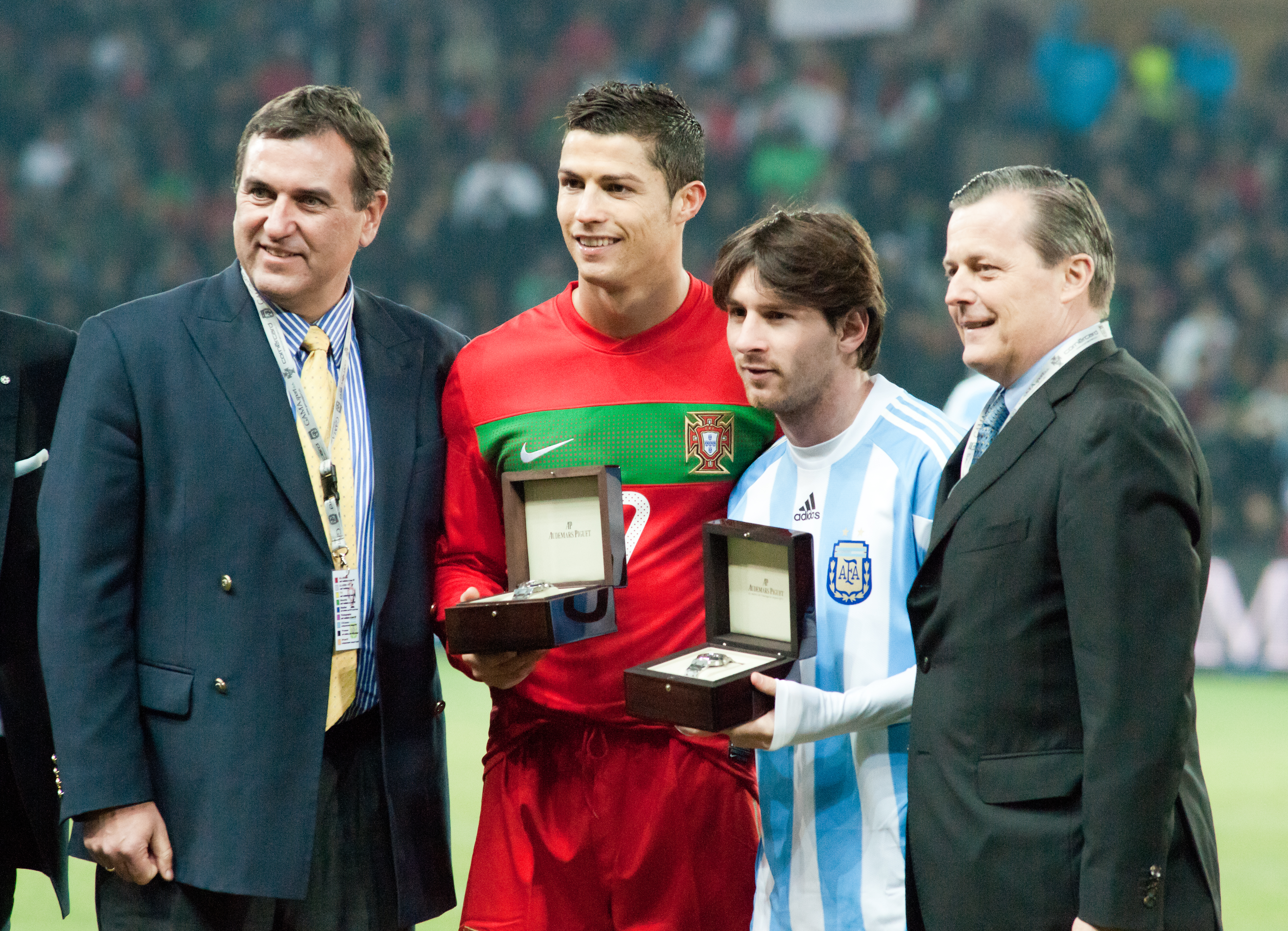
Messi (8) e Cristiano Ronaldo (5) sono i due calciatori ad aver vinto più Palloni d'oro

- Calciatore ad aver vinto più trofei ufficiali (46).[3]
- Miglior realizzatore (91) in un anno solare in competizioni ufficiali (2012).
- Miglior realizzatore (79) in un solo anno solare in competizioni ufficiali nella stessa squadra di club (2012).[4]
- Calciatore che ha segnato più gol (50) nella massima divisione spagnola in un'unica stagione (2011-2012).[5]
- Calciatore che ha vinto più volte il Pallone d'oro (8): nel 2009 (quando il premio era ancora assegnato da France Football), dal 2010 al 2012 e nel 2015 (quando il premio della rivista francese, fusosi col FIFA World Player of the Year, aveva dato vita al Pallone d'oro FIFA), nel 2019 (quando il premio è tornato a essere assegnato da France Football) e nel 2021 e 2023.
- Calciatore che è stato eletto più volte come miglior giocatore del mondo dalla FIFA (8): nel 2009 (FIFA World Player of the Year), dal 2010 al 2012 e nel 2015 (Pallone d'oro FIFA) e nel 2019, 2022 e nel 2023 (The Best FIFA Men's Player).[6][7]
- Unico calciatore della massima divisione spagnola ad aver segnato almeno una rete per 16 stagioni consecutivamente.[8]
- Miglior marcatore della Supercoppa di Spagna (14).[9]
- Uno dei due calciatori, insieme a Cristiano Ronaldo, che hanno realizzato più triplette[10] (8) in UEFA Champions League.[11]
- Calciatore che ha realizzato più triplette[10] (10) in una singola stagione comprendendo tutte le competizioni (2011-2012).
- Uno dei due calciatori, insieme a Erling Haaland, ad aver segnato 5 reti in una partita della fase a eliminazione diretta di UEFA Champions League.
- Unico calciatore che ha vinto nello stesso anno il Pallone d'oro di France Football, il FIFA World Player of the Year, il Pichichi e la Scarpa d'oro (2009).[12]
- Unico calciatore che ha segnato in sette competizioni diverse nello stesso anno solare tra squadra di club e nazionale (2015).[13]
- Migliore marcatore di una nazionale sudamericana (112).[14]
- Calciatore con più presenze in Coppa America (39).[15]
- Calciatore che ha segnato in più finali (3) della Coppa del mondo per club FIFA (2009, 2011, 2015).[13]
- Unico calciatore andato a segno per 21 partite consecutive in un campionato professionistico europeo.[16]
- Unico calciatore ad aver segnato in tutti e 4 i turni ad eliminazione diretta di un campionato mondiale.[17]
- Unico calciatore ad aver segnato almeno 20 reti per tredici stagioni consecutive nella massima divisione spagnola.[18]
- Unico giocatore ad aver segnato almeno 30 reti per 9 stagioni nella massima divisione spagnola.[19]
- Calciatore che ha vinto per più volte la classifica dei marcatori della massima divisione spagnola (8).[20]
- Calciatore che ha segnato più gol (71) nella fase a gironi di UEFA Champions League.[21]
- Calciatore che ha segnato più gol (123) con lo stesso club nelle competizioni UEFA per club.
- Calciatore che ha segnato più gol (120) con lo stesso club in UEFA Champions League.
- Calciatore straniero con più presenze (520) nella massima divisione spagnola.[22]
- Calciatore che ha segnato il maggior numero di gol (474) nella massima divisione spagnola.
- Calciatore che ha fornito il maggior numero di assist (191) nella massima serie spagnola.[23]
- Calciatore che ha vinto più partite (383) nella massima divisione spagnola.[24]
- Unico calciatore della storia ad aver segnato almeno 40 reti stagionali per 10 stagioni consecutive.[25]
- Calciatore che ha realizzato più reti nei cinque principali campionati europei (496).[26]
- Calciatore che ha realizzato il maggior numero di doppiette (133) nella massima divisione spagnola.[27]
- Calciatore che ha realizzato il maggior numero di triplette (36) nella massima divisione spagnola.[28]
- Calciatore che ha realizzato il maggior numero di triplette (8) in una singola stagione della massima divisione spagnola.
- Calciatore che ha segnato almeno un gol al maggior numero di squadre nella massima divisione spagnola (37).[29]
- Calciatore che ha segnato almeno un gol al maggior numero di squadre nella UEFA Champions League (39).[30]
- Unico calciatore ad aver segnato almeno un gol in 18 stagioni consecutive nella UEFA Champions League.[30][31]
- Calciatore con più partite (26) e più minuti giocati al campionato mondiale.[32][33]
- Unico calciatore nella storia della massima divisione statunitense ad aver fornito il maggior numero di assist (5) e contribuito al totale delle reti (6) in una singola partita.[34]
- Calciatore con più assist serviti nella storia delle nazionali (61) .[35]

### Record nel Barcellona
- Calciatore con più presenze (778) in competizioni ufficiali.
- Calciatore con più presenze (520) nella Liga.
- Calciatore che ha segnato più gol (672) in tutte le competizioni ufficiali.[36]
- Calciatore che ha segnato più gol (127) in tutte le competizioni internazionali.[37]
- calciatore ad aver realizzato più gol in una singola edizione di UEFA Champions League (14)
- Uno dei tre calciatori, insieme a Xavi e Andrés Iniesta, ad aver vinto il maggior numero di Champions League (4).[38]
- Calciatore ad aver realizzato il maggior numero di triplette[10] (48) in competizioni ufficiali.[11]
- Calciatore ad aver segnato più gol (3) nella Supercoppa UEFA.[39]
- Calciatore ad aver segnato più gol insieme a Luis Suárez nella Coppa del mondo per club FIFA (5).
- Calciatore ad aver vinto più volte il campionato spagnolo (10).
- Calciatore ad aver vinto più trofei (35).

### Record nell'Inter Miami
- Calciatore che ha segnato più gol (59) in tutte le competizioni ufficiali.[40]
- Calciatore che ha segnato più gol (18) in tutte le competizioni internazionali.[41]

### Record nelClásico
- Calciatore ad aver segnato più reti (26).[42]
- Calciatore ad aver realizzato più triplette[10] (2).[43]
- Calciatore straniero con più presenze (45).[44]

### Record nelDerbi Barceloní
- Calciatore ad aver segnato più reti (25).
- Calciatore con più presenze (35).

### Record nella nazionale argentina
- Calciatore con più presenze (190).
- Calciatore che ha segnato più gol (112).
- Calciatore più giovane (18 anni e 350 giorni) a scendere in campo in un campionato mondiale, il 10 giugno 2006.[45]
- Calciatore più giovane (18 anni e 357 giorni) a segnare una rete in un campionato mondiale, il 17 giugno 2006.[45]
- Calciatore più giovane (22 anni e 363 giorni) a indossare la fascia da capitano.[46]
- Uno dei tre calciatori, insieme a Juan Marvezzi e José Manuel Moreno, che hanno realizzato 5 gol in una sola partita con l'Argentina.
- Calciatore ad aver segnato più gol nei campionati mondiali (13).